# Eudorella minor
Eudorella minor är en kräftdjursart som beskrevs av Lomakina 1952. Eudorella minor ingår i släktet Eudorella och familjen Leuconidae. Inga underarter finns listade i Catalogue of Life.